# کندوریتل
کندوریتل (به انگلیسی: Conduritol) یک ترکیب شیمیایی با شناسه پاب‌کم ۱۳۶۳۴۵ است. 